# Ángel Martínez Cervera
Ángel Martínez Cervera, meglio noto solo come Ángel (Germans Sàbat, 31 gennaio 1986), è un ex calciatore spagnolo, di ruolo centrocampista.